# Stazione di Shin-Kawasaki
La Stazione di Shin-Kawasaki (新川崎駅?, Shin-Kawasaki-eki) è una stazione ferroviaria situata nella città giapponese di Kawasaki, nella prefettura di Kanagawa. Si trova nel distretto di Saiwai-ku ed è servita dalle linee Yokosuka e Shōnan-Shinjuku della JR East.

## Linee
- JR East
  - ■ Linea Yokosuka
  - ■ Linea Shōnan-Shinjuku

## Struttura
La stazione è costituita da una banchina centrale a isola che serve due binari.
| 1 | ■ Linea Yokosuka        |  | per Yokohama, Ōfuna e Kurihama                                   |
| 1 | ■ Linea Shōnan-Shinjuku |  | per Yokohama, Ōfuna e Zushi                                      |
| 2 | ■ Linea Yokosuka        |  | per Tokyo, Chiba e Aeroporto Narita                              |
| 2 | ■ Linea Shōnan-Shinjuku |  | per Shibuya, Shinjuku, Ōmiya, e Utsunomiya via linea Utsunomiya. |

## Stazioni adiacenti
| «               | Servizio       | »              |
| Linea Yokosuka  | Linea Yokosuka | Linea Yokosuka |
| --------------- | -------------- | -------------- |
| Musashi-Kosugi  | Locale         | Yokohama       |
| Shōnan-Shinjuku |                |                |
| Musashi-Kosugi  | Locale         | Yokohama       |